# Przeciąg w drzwiach
Przeciąg w drzwiach (ang. A Wind in the Door) – amerykańska powieść fantastyczna dla dzieci i młodzieży napisana przez Madeleine L’Engle. Jest drugim tomem z cyklu Kwintet czasu oraz kontynuacją Pułapki czasu. Ukazała się po raz pierwszy w 1973, nakładem Farrar, Straus & Giroux. Pierwsze polskie wydanie ukazało się w 1999 w tłumaczeniu Zofii Kierszys, nakładem Prószyński i S-ka.

## Fabuła
Meg Murry martwi się o swojego 6-letniego brata, Charlesa Wallace. Chłopiec jest nękany w szkole przez kolegów. Dziewczynka udaje się więc do dyrektora jego szkoły, pana Jenkinsa. Ten był wcześnie jej nauczycielem i gdy odmawia pomocy Charlesowi, Meg jest przekonana, że mężczyzna po prostu nie lubi jej rodziny. Wkrótce później odkrywa, że jej brat cierpi na progresywną chorobę. Ich matka, mikrobiolożka, podejrzewa, że źródłem stanu chłopca może być zaburzenie jego mitochondriów i zawartych w nich farandoli (w cyklu są to organizmy żyjące wewnątrz mitochondriów).
Pewnego popołudnia Charles Wallace informuje siostrę o stadzie smoków żyjących w ich ogrodzie. Meg wkrótce odkrywa, że jej brat się mylił. Smoki są w rzeczywistości Cherubinem, któremu towarzyszy Nauczyciel. Meg musi przejść razem z istotą test, dzięki któremu będzie w stanie pomóc bratu.